# Canon EF 1200mm f/5.6L USM
El Canon EF 1200mm f/5.6L USM és un teleobjectiu fix de la sèrie L amb muntura Canon EF.
Aquest, va ser comercialitzat per Canon el juliol de 1993, amb un preu de venta suggerit de 89.759$.
Aquest, és l'objectiu més car i de major focal de la muntura Canon EF.
Aquest objectiu s'utilitza sobretot per fotografia de fauna i esport.

## Història
La lent es va desenvolupar per primera vegada per a la muntura Canon FD, encara que mai es va comercialitzar fins que Canon va fer la transició a la muntura EF.
Segons un representant de Canon USA, entrevistat el 2009, l'objectiu va fer la seva primera aparició pública als Jocs Olímpics d'estiu de 1984 a Los Angeles; Canon va enviar cinc còpies de la lent per a l'ús dels mitjans que cobrien l'esdeveniment.
Quan es van utilitzar als Jocs Olímpics de Los Angeles, les lents estaven equipades amb teleconvertidors integrats 1,4x, donant una focal de 1.680mm.
Totes les lents Canon FD 1200 mm f/5.6L finalment es van enviar de nou a Canon, al Japó. Més tard, a la dècada de 1980, aquestes lents es van convertir a la muntura EF.
La data exacta de la interrupció en la producció d'aquesta òptica no està documentada, però es troba al voltant de 2005.
L'òptica només estava disponible per a "comandes prèvies" especials i mai es va construir abans de vendre's; el seu volum de producció anual era d'aproximadament dues lents. Aquesta, també trigava més d'un any en construir-se, a causa del temps necessari per fer créixer els massius cristalls de fluorita.
Canon mai ha publicat les xifres de producció d'aquest objectiu, però és molt probable que se'n produïssin menys de 100 unitats, i s'ha rumorejat sobre que el nombre real s'acosta a les 20.
Tampoc s'ha fet pública una llista de propietaris, però els que estan documentats inclouen: Sports Illustrated, Canon Professional Services, James Jannard (el fundador d'Oakley i RED Digital Cinema), i la National Geographic Society. També es creu àmpliament que diverses agències d'intel·ligència posseeixen aquesta lent.
D'ençà que es va descatalogar, només s'han posat a la venda pública tres unitats de segona mà:
- El 2009, el detallista B&H Photo Video, amb seu a Nova York, va vendre aquest objectiu per 120.000 dòlars dels EUA.[4]
- L'agost de 2014, un distribuïdor britànic, MPB Photographic, va oferir aquesta òptica per 99.000 £ (una mica més de 165.000 dòlars dels EUA en aquell moment) amb IVA inclòs.[8]
- B&H va tornar a oferir aquesta lent l'abril de 2015, aquesta vegada per 180.000 dòlars.[9]
- El 9 d'octubre de 2021, la casa de subhastes alemanya Wetzlar Camera Auctions, va oferir aquest objectiu en una subhasta, on finalment es va vendre per 400.000 €.[7]

## Característiques
Les seves característiques més destacades són:
- Distància focal: 1.200mm
- Obertura: f/5.6 - 32
- Motor d'enfocament: USM (Motor d'enfocament ultrasònic, ràpid i silenciós)
- Distància mínima d'enfocament: 1.400cm
- Porta filtres intern de 48mm
- A f/8 és on l'objectiu mostra la seva màxima qualitat òptica[2]

## Construcció[10]
- El canó i la muntura són metàl·lics
- Inclou un adaptador a rosca de trípode per així estabilitzar la imatge des del centre de l'equip.
- Inclou el parasol, el qual esta integrat a l'objectiu
- El diafragma consta de 8 fulles, i les 13 lents de l'objectiu estan distribuïdes en 10 grups.
- Consta de dos lents de fluorita[1]

## Accessoris compatibles
L'objectiu venia de sèrie amb el seu propi trípode i estoig de gran resistència.
- Tapa E-228[11]
- Filtres drop-in de 48mm[4]
- Tapa posterior E
- Estoig metàl·lic de transport[12]
- Extensor EF 1.4x III[5]
- Extensor EF 2x III